# Áron Tamási
Dans le nom hongrois Tamási Áron, le nom de famille précède le prénom, mais cet article utilise l’ordre habituel en français Áron Tamási, où le prénom précède le nom.
Áron Tamási, né János Tamás le 20 septembre 1897 à Farkaslaka – mort le 26 mai 1966 à Budapest, est un écrivain hongrois, originaire de Transylvanie.

## Traductions en français
- Ábel dans la forêt profonde, traduit du hongrois par Agnès Járfás, Genève, 2009
- Étoiles de Transylvanie, traduit du hongrois par Agnès Járfás, Genève, 2011.